# بلافيناس
بلافيناس (بالإنجليزية: Pļaviņas)‏ هي منطقة سكنية تقع في لاتفيا في Aizkraukle District.[بحاجة لمصدر] يقدر عدد سكانها بـ 3,672 نسمة ومساحتها 7 كم2 .

## أعلام
- انيس جونزم